# Ortografia del català
L'ortografia catalana resumeix les normes d'escriptura del català, tant de les paraules com dels altres signes gràfics. Es recullen en l'Ortografia Catalana publicada per l'Institut d'Estudis Catalans, l'edició més recent de la qual data de 2017, i en el Diccionari Normatiu Valencià, de l'Acadèmia Valenciana de la Llengua.

## Història
La història de l'ortografia catalana presenta una singularitat respecte a les altres llengües romàniques. Aquestes, en general, han anat elaborant l'ortografia a partir del llatí adaptant-lo a les particularitats fonètiques pròpies. Ha sigut un procés gradual i lent al llarg de segles fins a l'aparició de les Acadèmies al segle xviii que van anar fixant l'ortografia a partir de la varietat dominant de la llengua.
En el cas del català, l'ortografia medieval va tenir una homogeneïtat notable. La Cancelleria reial va configurar un model escrit unitari utilitzat en diversos camps. Així, Ramon Muntaner expressa en la seva Crònica (1325-1328) que els catalans són el poble més nombrós d'una sola llengua, ja que per tota la Romània tenen unes llengües tan dividides com la diferència que hi ha entre catalans i aragonesos.
En el segle xvi, després d'un segle d'or, es va començar a produir una ruptura. Amb l'allunyament de la cort reial i diversos esdeveniments polítics, es va trencar la consciència lingüística unitària i la tradició cultural compartida. La producció es va anar dialectalitzant.
Al segle xix va sorgir la consciència de recuperar una unitat, que havia de començar necessàriament per l'ortografia. Predominava una ortografia fonètica dialectal amb diferents dosis d'arcaismes i castellanismes. Institucions com l'Acadèmica de Bones Lletres o els Jocs Florals eren el centre de diverses polèmiques ortogràfiques.
En el Primer Congrés Internacional de la Llengua Catalana, celebrat l'octubre de 1906 a Barcelona, es van definir les bases definitives. Pompeu Fabra no hi tenia cap ponència però va destacar en les discussions d'esmenes propugnant una solució de continuïtat sempre que es conservés en la pronúncia d'algun dels grans dialectes: «Quan dos fonemes d'una llengua, en un moment donat de la seva història, vénen a confondre's, mentres (sic) hi hagi un dialecte important que conservi l'antiga distinció, una ortografia nacional deu conservar-la» (cursives originals).
L'any 1911 es va fundar la Secció Filològica de l'Institut d'Estudis Catalans. Dos anys més tard, s'inicia el corpus ortogràfic fundacional amb la publicació de les Normes ortogràfiques (1913), sota la direcció d'Antoni Maria Alcover i Pompeu Fabra. Malgrat alguna oposició, l'ortografia es va adoptar immediatament i es va generalitzar de fet cap a l'any 1930. El 1932 els escriptors i intel·lectuals valencians reunits a Castelló en van fer una adopció formal en les anomenades Normes de Castelló.
Posteriorment l'aparició del Diccionari de la llengua catalana de l'IEC l'any 1932 va suposar una nova fita en la fixació ortogràfica de la llengua, amb l'addició de neologismes i usos moderns de l'idioma.

## Vocalisme

### Diftongs
Anomenen diftong a la combinació de dues vocals que es pronuncien juntes en una mateixa síl·laba. Existeixen dos tipus de diftongs:
Els diftongs decreixents: els formen les combinacions vocàliques de les quals la segona vocal és una vocal feble (i o u). Els diftongs decreixents són: ai, au, ei, eu, oi, ou, iu, ui, uu.
Els diftongs creixents els formen les vocals dels grups qua, qüe, qüi, quo, gua, güe, güi, guo; Si la i o la u són a començament de mot o entre dues vocals. En aquest cas funcionen com a consonant. Per exemple: iogurt, ien, Laia, seuen.

### Hiats
Anomenem hiat a dues vocals seguides en un mot que formen part de síl·labes diferents.
Tenim hiat en aquelles combinacions vocàliques de les quals la segona vocal és una vocal forta. També tenim hiat en els casos que la segona vocal és feble però duu accent o dièresi

### A/E
La confusió entre les grafies A i E ve donada perquè en moltes varietats dialectals del català es pronuncien igual en posició àtona (vocal neutra). Les regles per determinar si cal escriure varien en funció de la categoria gramatical de la paraula.
Si es tracta d'un verb, s'ha de tenir en compte les següents normes
- s'escriu A si és la darrera vocal de la paraula (com a canta) i E si és la penúltima (com a miren), amb les excepcions de les formes corre, vine, obre, omple i els seus derivats i els infinitius en -RE (com caure)
- els verbs néixer, jeure, treure i fer presenten una alternança a l'arrel o lexema: s'escriu E quan la forma és tònica (com a neixo) però A si és àtona (com a naixem) a gran part del domini lingüístic

Si es tracta d'un adjectiu o un nom, les regles són aquestes:
- Una paraula respecta la grafia del seu primitiu, per això teulada s'escriu amb E (ve de teula)
- Els plurals femenins van amb -E (plaça - places)
- Els adjectius invariables sempre s'escriuen amb E (alegre)
- Hi ha terminacions de grafia única, com -ma -ta- -crata -arca -cida -ista -isme -aire -ble

### O/U
Igualment, la confusió entre la O i la U en posició àtona és pròpia de certes regions catalanoparlants. En aquests casos, cal mirar la grafia del derivat (tenint en compte, però, l'existència de cultismes o pseudoderivats que mantenen la grafia original llatina). En el cas dels verbs, hi ha certes regles que poden servir de guia d'escriptura:
En el cas dels noms i adjectius escrivim O o U depenent de la lletra que escriguin la paraula primitiva. Escrivim ulleres amb U perquè deriva d'ull i cordill amb O perquè deriva de corda.
De vegades ens pot ser molt útil recórrer al castellà. En un gran tant per cent de mots s'emprarà la mareixa vocal que el castellà. Cal tenir en compte però alguns mots que no segueixen aquesta tònica com ara: cartolina, torró, Joan, títol, botifarra, complir, consol o a l'inrevés: muntanya, turmell, turment o riu.
Els plurals dels mots on sentim - us es fan habitualment en - os: cascos, textos, peixos. A excepció d'aquells que en singular acaben en - U: europeus, cacaus o aquells que són invariables: cactus, globus.
- La primera persona del singular acaba en -O (canto).
- Als verbs collir, cosir, sortir, tossir i escopir, s'escriu U en les formes d'arrel tònic i O a les àtones (cullo, collim).
- Els verbs poder i voler van sempre amb O menys a les formes de present de subjuntiu, imperatiu i la primera persona de singular de present d'indicatiu.

## Consonantisme

### B/V
Tot i que es manté la distinció de sons [b] i [v] a les illes Balears, part del País Valencià, Camp de Tarragona i l'Alguer, en bona part del domini lingüístic es confonen en [b] i això no permet conèixer-ne la correcta ortografia.
Hi ha, però, algunes normes útils: 
- La grafia b sol alternar amb p en mots d'una mateixa família; en canvi, la grafia v sol alternar amb u. Així, llop - lloba i llobató, però neu - nevar.
- La terminació de pretèrit imperfet dels verbs de la primera conjugació s'escriu amb v, com cantava.
- Després de m s'escriu b, i després de n, s'escriu v, com a canvi o ambulància, excepte en els mots triumvir, diumvir, tramvia, circumval·lació i els seus derivats.
- Davant de l i r sempre s'escriu b (amable, bram), amb excepció del nom propi Vladimir.

Quan una paraula s'escriu amb b o amb v, els seus derivats mantenen la mateixa grafia, excepte en el cas dels anomenats pseudoderivats, que són cultismes evolutius que prenen directament la seva forma del llatí en comptes d'haver patit l'evolució de les altres paraules del català, com per exemple labial (malgrat llavi), o mòbil, automòbil i mobilitat (malgrat moure i moviment).
Alguns mots de procedència estrangera s'escriuen amb la grafia w, pronunciada [v] o [b] segons els parlars: edelweiss, wagnerià, waterpolo, watt, wolframi...

### G/J
- Escrivim j davant a, o i u: jardí, joia, juliol.
- Escrivim g davant e i i: gener, girar.

Són excepcions els mots amb els grups -jecc, -ject: injecció, objecte. Així com un petit nombre de mots que solen ser manlleus o cultismes (i els seus derivats), com ara Jesús, jesuïta, Jeroni, Jericó, Jeremies, jersei, Jerusalem, jeroglífic, majestat, Jep, Jepet i totes les formes del verb jeure.

### Escriptura dels fonemes [s] i [z]
Com a regla general, en català el fonema [s] s'escriu amb la grafia "s" i el fonema [z] s'escriu amb la grafia "z". Tanmateix, hi ha casos especials:
1. És habitual que la S intervocàlica se sonoritzi en [z]: "casa" ('ka-za), "masia" (ma-'zi-a). En els casos en què no se sonoritza, això s'indica amb la grafia "ss".
2. Quan hi ha un fonema [z] no-intervocàlic, s'utilitza la grafia "z": "zebra", "hanzi".
3. En alguns casos, i per raons etimològiques, el fonema [s] s'expressa amb les grafies "c" davant de les vocals "e" i "i" ("cendra", "cirera"), o bé "ç" en altres posicions, davant de les vocals "a", "o" i "u" o a final de paraula ("caça", "atroç" "dolç", "lluç").

Tot i així, hi ha algunes rares excepcions com "endinsar", "enfonsar", on la s sona sonora.

### H
La H representa en català una grafia sense correspondència sonora, que es manté per qüestions històriques, com a "reminiscència etimològica tradicional". Per tant, hi ha poques regles per saber quan s'ha de col·locar, més enllà de conèixer el mot o el seu origen. Convé recordar que és un error pronunciar-la aspirada en mots que són manlleus d'altres llengües, com hoquei, paraula aguda i amb H muda en català.
Cal anar amb compte en una sèrie de mots que no duen h en català tot i dur-la en castellà, com ara orfe, orxata, avui, i d'altres que sí que la duen en català però no en castellà, com harmonia o subhasta.

### l/l·l
La ela geminada s'ha d'escriure sempre amb un punt volat (l·l, i no pas l.l o altres variants). Les paraules duen ela geminada segons l'etimologia, però acostumen a contenir uns inicis i unes terminacions que són:
1. Les que comencen per al·l: al·legacions, al·lèrgic, al·literació, etc.
2. Les que comencen per col·l: col·laboracionista, col·leccionar, col·lidir, etc.
3. Les que comencen per il·l: il·legítim, il·lícit, il·lustració, etc.
4. Les que acaben en el·la: ombrel·la, parcel·la, patel·la, etc.
5. Les que acaben en il·la: clorofil·la, postil·la, pupil·la, etc.
6. Aquelles que provenen d'una paraula primitiva que acaba en -ll: cristal·lí que prové de cristall o capil·lar que prové de cabell.
7. Altres paraules com: intel·ligència, pal·ladi, síl·laba, cèl·lula, constel·lació, mortadel·la, cal·ligrafia, novel·la, goril·la, parcel·la, cal·ligrama, circumval·lació, paral·lel, pel·lícula, putxinel·li, pupil·la, fal·lera, varicel·la, xinel·la, xitxarel·lo, franel·la, excel·lent, col·legi, etc.

### r/rr
En català el fonema /r/ s'escriu amb la grafia "rr" entre vocals, i amb la grafia "r" en qualsevol altra posició. El fonema /ɾ/ només és distintiu entre vocals i s'escriu amb la grafia "r". Algunes paraules compostes o cultes poden apartar-se d'aquesta norma, com "erradicar", pronunciada amb r forta o /r/ malgrat la grafia.
Hi ha dialectes on la "r" final de paraula no sona a la majoria de paraules, o bé només reapareix per fonètica sintàctica segons la paraula següent. Tot i així, hi ha algunes rares excepcions com "arbre", "marbre", on la primera r no sona.
Cal recordar que escriurem amb "r" final :
- els mots els derivats dels quals duen "r", poruc, por
- els mots acabats en els sufixos - or (pescador), - er (joier)
- els infinitius acabats en - ar (estimar), - er (témer) i - ir (dormir)

Hi ha alguns mots que duen una erra muda al mig del mot com és el cas d'arbre o prendre.

### Escriptura de les fricatives prepalatals
Distingirem entre fricatives prepalatals sordes [ ʃ ] i fricatives prepalatals sonores [ ʒ ]; les primeres corresponen a les grafies "x", "ix" i les pronunciarem d'igual manera en qualsevol posició de la paraula: "xarxa", "arxiu", "garbuix"; les segones corresponen a la grafia "j" davant de qualsevol vocal: "jove", "injectar", "joc" i "g" davant de "e" i "i": "bogeria", "enginy".

### Sons nasals
En posició inicial de síl·laba (o atac sil·làbic), l'ortografia dels sons nasals no presenta cap dificultat: així, el fonema /m/ es representa amb la grafia m (cama); el fonema /n/, amb la grafia n (cana); i el fonema /ɲ/, amb la grafia ny (canya).
En posició final de síl·laba (o coda), es pot establir una regla segons la qual escrivim m en els grups de sons [mm], [mp] i [mf], és a dir, davant de m, p i f (immens, imparable, simfonia). Això no obstant, escrivim n davant de f quan trobem els prefixos (o grups de sons) con-, en-, in-: conforme, enfrontat, informació. Com a excepcions a aquesta llei, trobem les paraules comte, empremta, femta, impremta, premsa, somriure, i els seus derivats i compostos. Malgrat això, hi ha alguns compostos que mantenen la grafia n: tanmateix, enmig, granment, benparlat.
Es pot dir que s'escriu mf en els cultismes que procedeixen de la grafia mph llatina o grega: àmfora, càmfora, el prefix amfi-... Aquest també és el motiu pel qual s'escriu amb m el prefix circum- (circumferència, circumval·lació, circumloqui…).
Per acabar, hi ha una llei no lligada a la fonètica segons la qual sempre escrivim combinades les grafies mb, nv i mp (comboi, embat... canviar, envà... assumpte, prompte…). L'única excepció a aquesta regla són el mot tramvia i la sèrie duumvir, triumvir, etc.

## Signes diacrítics

### Accentuació
L'accent gràfic és un signe diacrític que s'escriu en determinats casos damunt d'algunes vocals, siguin minúscules o majúscules, per indicar-ne la tonicitat.
En català s'usen l'accent agut o tancat (´) i l'accent greu o obert (`). Els mots monosíl·labs no s'accentuen, llevat dels casos en què cal escriure l'accent diacrític. Els mots poden dur com a màxim un accent gràfic, a excepció d'alguns mots compostos amb guionet, que en poden arribar a portar dos, com el mot ciència-ficció. Quan el mot té més d'una vocal tònica, s'accentua la que està situada més a la dreta (en una de les tres últimes síl·labes). Excepcionalment, els adverbis acabats en -ment mantenen l'accent gràfic al component de l'esquerra si aquest ja el porta per si sol (per exemple, àgilment, com àgil; físicament, com física.
Cal accentuar la síl·laba tònica de les paraules en aquests casos:
- Si és una paraula aguda, que acabi en vocal, vocal + s, o –en o –in. S'exclouen les paraules acabades en diftong decreixent, com «hereu» o «renoi», en què la u o la i finals no són vocals, sinó sons graduals en un diftong (o «vocals febles» del diftong).
- Si és una paraula plana, que no acabi en cap de les terminacions anteriors.
- Si és una paraula esdrúixola, llavors s'accentua sempre.

L'accent pot ser agut o tancat sobre les vocals i, u, e tancada i o tancada, mentre que és un accent greu o obert sobre la vocal a, sobre e oberta i o oberta.

#### L'accent diacrític
És l'accent distintiu que es col·loca sobre determinats mots monosíl·labs –tot i que segons les regles d'accentuació no s'haurien d'accentuar– per distingir-los d'altres mots de grafia idèntica amb els quals es podrien confondre. Són aquestsː bé/be, déu/deu, és/es, mà/ma, més/mes, món/mon, pèl/pel, què/que, sé/se, sí/si, sòl/sol, són/son, té/te, ús/us, vós/vos.

Les faltes d'ortografia relacionades amb els accents són les més freqüents entre aprenents. Poden produir-se
- Per oblidar l'accent quan les regles determinen que hauria de posar-s'hi.
- Per confondre vocals obertes i tancades. Hi ha el problema afegit de diferències entre la normativa i alguns dialectes, per exemple la distribució de e oberta i e tancada en els dialectes occidentals sol ser diferent que en els dialectes orientals. O en el dialecte de transició al septentrional, es perden algunes oposicions entre o oberta i o tancada.
- Per accentuar quan no cal, per exemple "Maria", si no s'apliquen correctament els conceptes de diftong i hiat per interferència lingüística amb el castellà.

### Dièresi
La dièresi (¨) és un signe diacrític que s'escriu sobre la I o sobre la U, siguin minúscules o majúscules, amb aquestes dues funcions: 
- Indica que s'ha de pronunciar la u dels grups güe, güi, qüe, qüi, com a les paraules paraigües o aqüífer (que altrament serien dígrafs, amb u muda, com a guerra o quitrà).
- Indica que la i i la u no formen diftong amb la vocal anterior, és a dir, indica un hiat (popularment, «trenca el diftong»); sempre que les normes d'accentuació no permetin que s'indiqui el hiat amb un accent: raïm, Lluïsa, oïda, peüc. Aquest ús de la dièresi indica un hiat que no necessàriament recau en síl·laba tònica, encara que sigui el cas més habitual; i així podem trobar aquesta dièresi en síl·laba àtona, com a traïdor o aïllant.

- Per a indicar que la i entre dues vocals forma síl·laba ella sola, és a dir, no forma diftong ni amb la vocal anterior ni amb la posterior: agraïa, intuïes, traduïen.

No s'escriu dièresi malgrat que hi hagi un hiat a:
- les formes verbals d'infinitiu, gerundi, futur i condicional.
- les terminacions -ista, -isme, -us, -um (amb l'excepció de proïsme)ː egoista, altruisme, pòdium, Màrius.
- els mots formats amb prefix com ara: coincidir, contraindicar, preindustrial, reincidir (amb l'excepció de reüll, ja que en aquest cas re- no fa de prefix)
- els mots que puguin indicar el hiat amb accent gràfic d'acord amb les normes d'accentuacióː país, però països; agraïa, però agraíem.[7]

### Ús del guionet
El guionet en català s'usa per a separar els verbs i les combinacions de pronoms de què van seguits (menjar-se-les), per a separar determinats compostos (vint-i-un, o para-sol) i, per acabar, per a partir una paraula a final de línia, quan és necessari fer-ho per a respectar els marges del text.
Pel que fa a les paraules compostes, existeixen les següents regularitats: duen guionet els numerals (tant ordinals com cardinals: trenta-sis, i trenta-sisè), els compostos que comencen amb el nom d'un punt cardinal (sud-americà), els compostos repetitius i expressius (xup-xup), aquells compostos en què el primer element acaba en vocal i el segon comença amb la grafia r, s o x (penya-segat) i els compostos en què la combinació dels dos elements pot donar peu a lectures errònies (per exemple, pit-roig). Existeixen, també, com a casos de compostos que duen guionet, els mots compostos en què el primer element du un accent gràfic (mà-llarg), la construcció no més substantiu (però no no més adjectiu, és a dir, la no-violència però les nacions no violentes) i certes construccions singulars, com abans-d'ahir i adéu-siau.
Cal dir que, a partir de l'any 1996, la normativa va regularitzar que els casos no esmentats en l'anterior paràgraf no duguessin guionet. Per tant, la regla normativa general determina que les formes prefixades, a banda de les excepcions citades, s'escriuen sense guionet (l'única opció normativa, per tant, és escriure arxienemic i fisicoquímic).
Respecte als numerals, el guionet es regeix segons el pnemotècnic pràctic D-U-C (Desenes-Unitats-Centenes); és a dir, es col·loca el guionet entre les desenes i les unitats (quaranta-dos) i entre les unitats i les centenes (tres-cents). Per tant, a manera d'exemple, el nombre 35.422 s'escriu trenta-cinc mil quatre-cents vint-i-dos.
En el cas del partiment d'un mot a final de línia, cal tenir en compte que cal respectar la distribució sil·làbica, que s'ha de procurar no deixar una lletra sola a una de les bandes i que hi ha dígrafs que són separables i altres que no es poden separar. Els dígrafs separables són aquells que, en dividir-los, resulten en dues grafies el so corresponent de les quals comparteix molts trets fonètics amb el so del dígraf. (Així, el dígraf rr, per exemple, corresponent al so de la ròtica vibrant alveolar, pot dividir-se en r-r, perquè la grafia r es correspon al so proper de la ròtica bategant alveolar. Cor-randes, calit-ja i as-sas-sí són paraules amb dígrafs que sí que poden separar-se). Els dígrafs que no es poden separar són aquells en què les dues grafies per separat corresponen a sons que no tenen res a veure amb el so del dígraf. (Per exemple, no es poden separar els dígrafs ny o ix; el so de la [i], per exemple, no té cap relació amb el so de la fricativa prepalatal sorda amb què es correspon ny).

## Signes de puntuació
La puntuació d’un escrit depèn de la sintaxi, l’entonació que cal que tingui quan es pronuncia i la intenció de qui l’escriu. És un recurs que permet reflectir les modulacions de la llengua oral i atendre les necessitats de la llengua escrita.
El punt (.) representa una pausa forta en el discurs i separa fragments que constitueixen una oració, un pensament complet. Segons la posició que té respecte de la resta del text, pot tenir funcions diverses, i el tenim com a punt i seguit, punt i a part o punt final.
La coma (,) indica una pausa breu en el text. És el signe de puntuació més complex i el que es fa servir més. No totes les pauses orals s’han de marcar amb comes, ja que la puntuació ha d’obeir les regles de la sintaxi. Per això no s’ha de posar coma entre el subjecte i el verb ni entre el verb i el complement directe o indirecte. En enumeracions complexes que contenen comes, per separar sintagmes del mateix rang s'utiliza el punt i coma.
Els signes d'interrogació (?) i d'admiració (!) serveixen per marcar l'entonació d'una frase i s'escriuen al final de la frase. Només en el cas de la interrogació, si la frase és llarga també es pot escriure signe d'obertura (¿).
Els punts suspensius (...) és un únic signe que es col·loca al final de frase quan no es vol donar per acabada, per exemple en una enumeració de la qual només s'esmenten uns quants elements o en un diàleg quan l'emissor vol que l'interlocutor completi mentalment el sentit del missatge.
Els dos punts (:) es fan servir per introduir enumeracions, exemples, causes, conseqüències, conclusions o explicacions, citacions textuals. A nivel sintàctic subordinen el segon element al primer.
Les cometes es fan servir per transcriure literalment un text o les paraules d’algú, i també serveixen per indicar ironia. S'usen en parelles, excepte en citacions de diversos paràgrafs en que es col·loquen al començament de cadascun, però no al final. En català s'utilitzen tradicionalment tres tipus de cometes: les cometes baixes, llatines, franceses o angulars («...») són les tradicionals en tipografia; les cometes altes, angleses o saxones (“...”) s'empren en substitució de les cometes baixes quan no es poden usar per raons d'incompatibilitat; i les cometes simples o senzilles 
(‘...’), que tenen un ús més restringit. En àmbits informàtics també s'utilitzen les cometes rectes, simples i dobles ('...' i "...").
Per aclariments es poden utilitzar a més de les comes, els parèntesis (()) i els guions, que poden ser llargs (—) o mitjans (–). Els guions també es fan servir per marcar l'intervenció de cada dialogant, i per separar aquests dels incisos que fa el narrador.
Els claudàtors ([]) no s'haurien de considerar pròpiament signes de puntuació ja que no estan relacionats, en general, amb les pauses ni en la sintaxi del discurs. S'utilitzen per tancar expressions que ja es troben entre parèntesis, per exemple en fórmules matemàtiques o químiques; en les obres de teatre, per tancar el que els personatges diuen a part; per tancar punts suspensius que indiquen que s'ha omés una part d'una transcripció; en poesia, al començament d'un vers que ha doblat ratlla; en mig de citacions, per indicar interpolacions que no són de l'autor/ra del text original citat; per tancar textos opcionals, transcripcions fonètiques i per emmarcar una lletra o un altre element lèxic que pot aparèixer opcionalment.

## Convencions ortotipogràfiques
La majoria de famílies tipogràfiques tenen variants formals, conegudes habitualment com a «estils», que es distribueixen en diferents fonts. Dins de la família les variants conserven una línia general de formes i proporcions que fa que es puguin combinar de manera coherent. Aquests estils, com ho poden ser l’ús de majúscules, minúscules, versaletes o cometes, són recursos de tipografia distintiva per a donar expressivitat al text o per a destacar-ne algunes parts.
Els estils més habituals són: la rodona, regular o romana; l’estil més habitual, amb astes verticals dels caràcters i un pes visual mitjà; la negreta; amb més pes visual, doncs els traços són més gruixuts que els de la rodona; i la cursiva o itàlica; inclinada, amb un disseny diferent dels caràcters que els fa d’un sol traç i més tancats. També pot tenir la variant negreta.
Els estils es poden fer servir per a distingir paraules dins d’un text o per a distingir rètols en un gràfic o infografia. En general, els textos s’escriuen en rodona i la cursiva o la negreta tenen aquest paper distintiu.